# Муданья
Муданья (тур. Mudanya), Мудания — гавань, небольшой приморский город и одноименный муниципалитет провинции Бурса (Турция), часть города Бурса.

## История

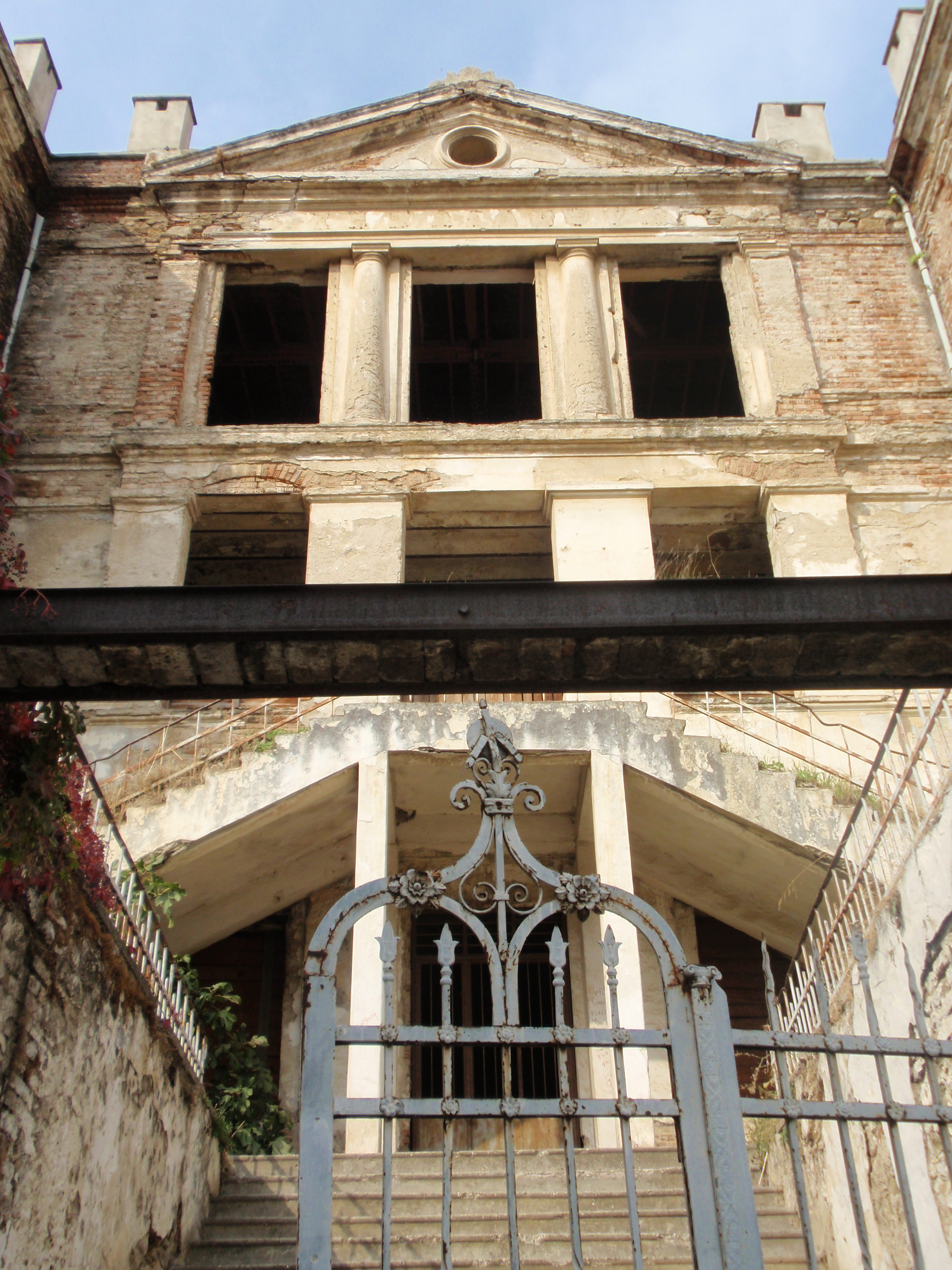
Монастырь Таш Мектеп

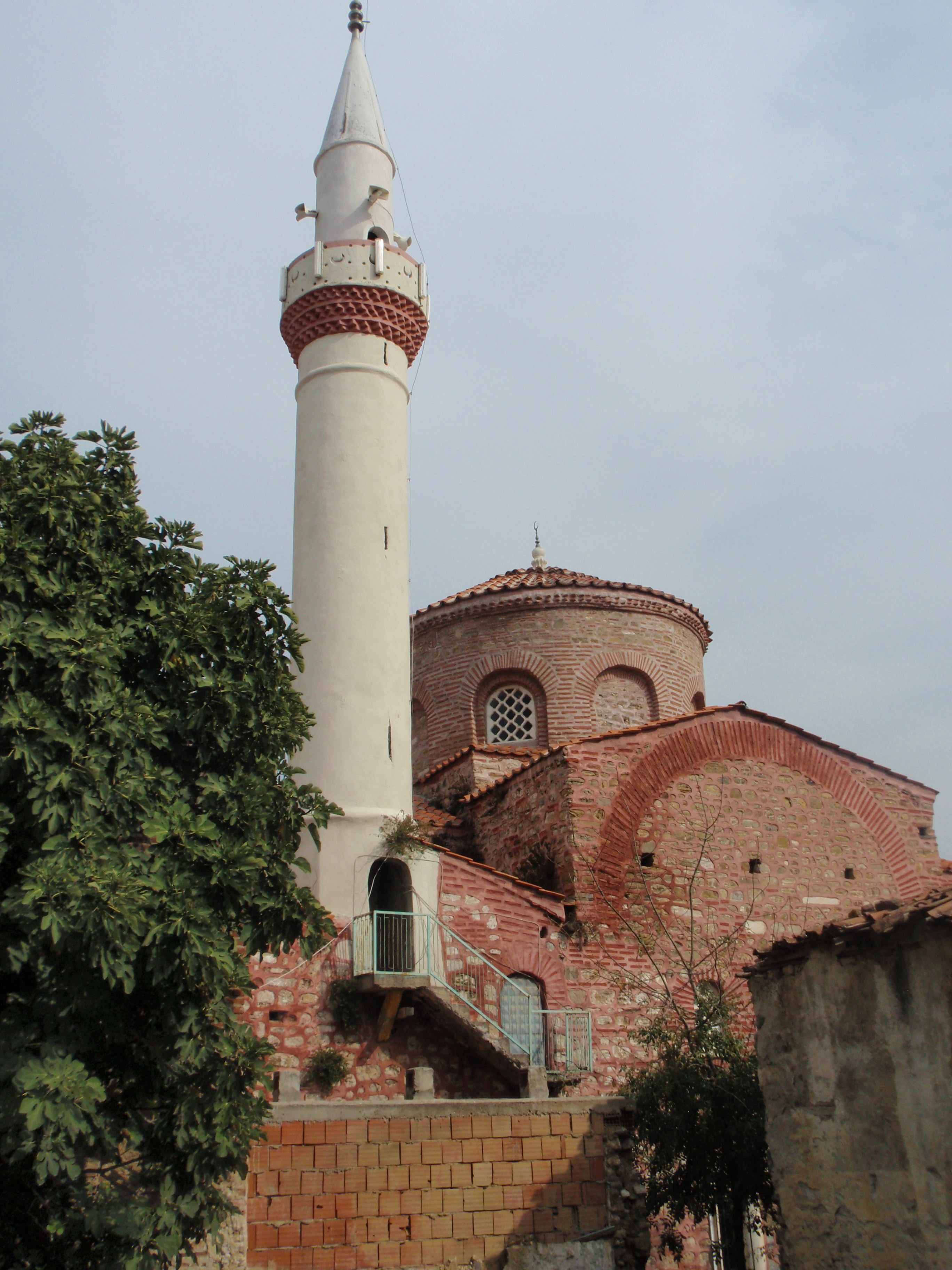
Мечеть Фатих

B первой четверти XIV века византийская власть в Вифинии ослабла под натиском турок-османов. 
В 1321 году пала Муданья; в 1326 году, после долгой осады, сдалась Прусса; затем пали Никея (1331 год) и Никомедия (1337 год), но всё же в западной Вифинии сохранялся очаг греческого сопротивления на участке между Пегами (Бига) и Триглией (Тириле). Известно что в 1337 году Триглия по-прежнему управлялась местными греками, и что именно местные греческие мастера возвели здесь церковь.
Дата и способ перехода Триглии по османский контроль до сих пор не установлена. Но при этом известно что соседние Пеги, например, сдались османам только после долгой осады в 1371 году.
На окончание XIX столетия, в Мудании проживало 10 000 жителей, большей частью греки.
В 1912 году здесь проживали греки — 26 710 человек, турки — 8 404 человек.
До 1923 года это был по прежнему в основном греческий городок с его древней историей. Оригинальной греческое имя связано с породой красной рыбы «Триглиа» (греч. Τρίγλεια — лат. Triglia lucerna).
Несмотря на разрушения православных храмов кое где сохранились образцы фресок эпохи византийских императоров Палеологов.
В 1923 года коренное греческое население было вынуждено покинуть город, в результате насильственного обмена населением и основало Новую Триглию на полуострове Халкидики, Греция.

## Зейтинбагы — Триглия

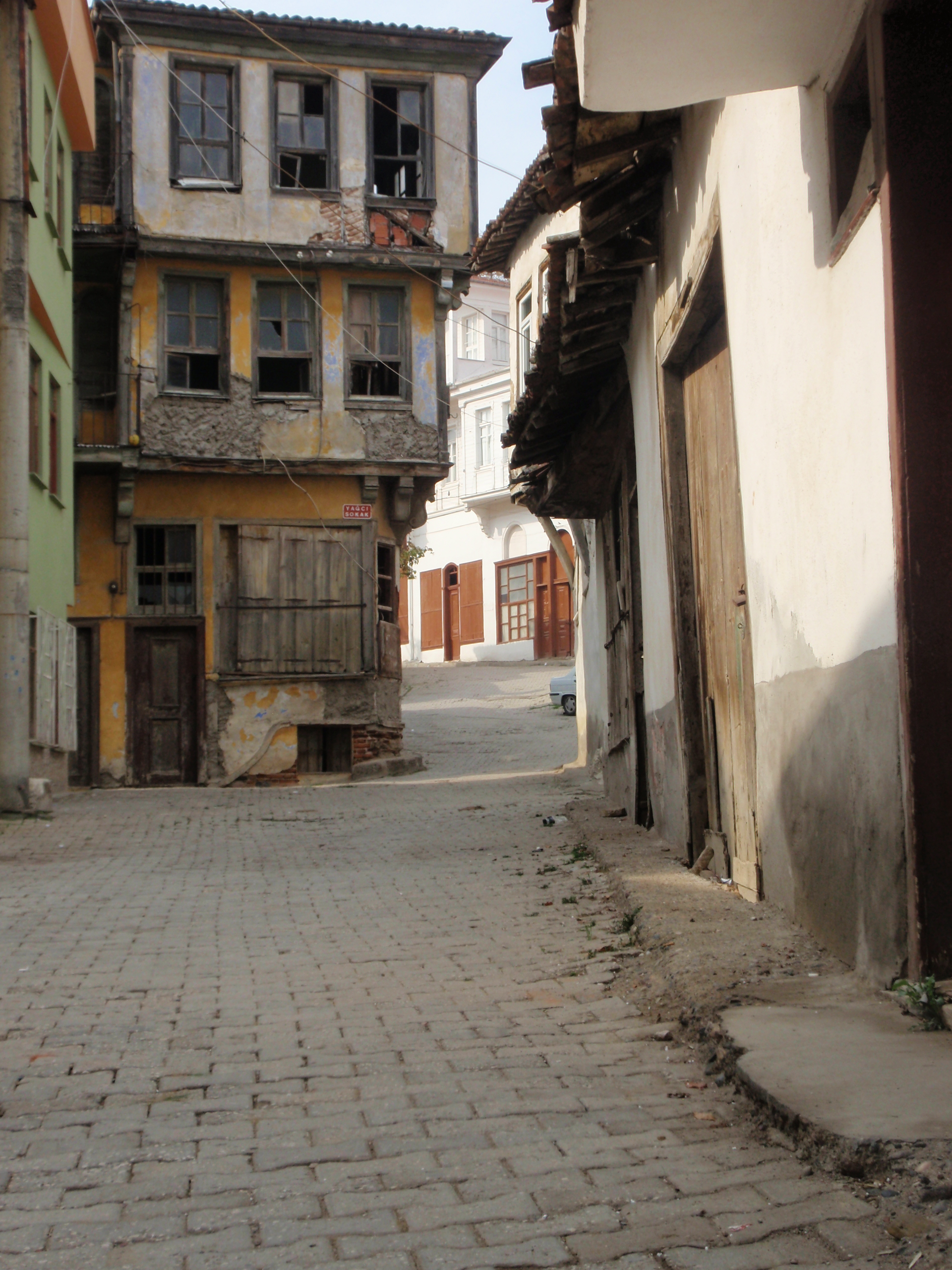
Улица Муданьи

В 12 км западнее Муданьи находится городок Триглия (греч. Τρίγλια), ныне переименованный в Зейтинбагы (тур. Zeytinbağı).
Триглия — тихий приморский городок, застывший во времени. Строительство здесь ограничено.
Наибольший интерес вызывает православный византийский храм Айи-Теодори (Святых Теодоров, греч. Άγιοι Θεόδωροι), обращенный турками в мечеть Фатих Джами.
Каменное здание, именуемое сейчас Таш Мектеп (то есть Каменная школа) — греческий монастырь, а затем детский приют начала XX века.
Его новое турецкое имя связано с множеством оливковых садов в местечке.
Местные турки по прежнему часто употребляют греческое имя города в турецком произношении — Тириле.

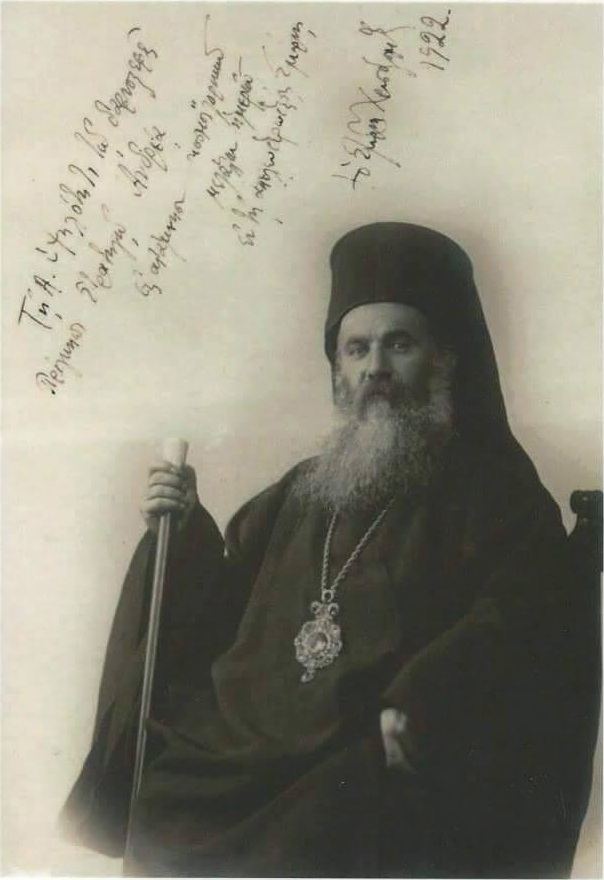
Хризостом Смирнский.

## Известные уроженцы
- Самым известным уроженцем Триглии был новомученик Хризостом Смирнский [1867-1922], митрополит Смирны (ныне Измир), погибший во время резни в Смирне в 1922 года.